# République de Massa
1225–1336
(111 ans)
Entités précédentes :
- Saint-Empire Romain Germanique

Entités suivantes :
- République de Sienne

La république de Massa (italien : Repubblica di Massa) était un petit état italien situé en Italie centrale qui a existé de 1225 à 1336. Elle a été fondée dans l'actuelle ville de Massa Marittima et s'est étendue pour couvrir une zone correspondant à l'actuelle haute Maremme.
Elle représentait une puissance commerciale de niveau régional, grâce à son district minier florissant, grâce aux gisements de cuivre, d'alun et d'argent dont son territoire était riche,.

## Histoire

### Naissance de la république de Massa de Maremme

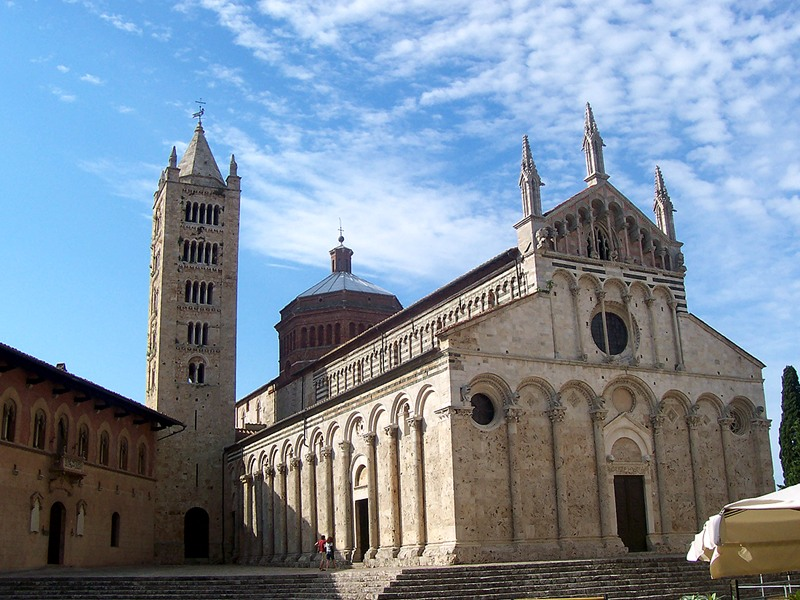
La cathédrale de Massa Marittima, construite à partir du XIe siècle et achevée au XIVe siècle

La croissance de la ville de Massa Marittima est due au transfert du siège épiscopal de Populonia vers la ville. L'ancienne ville de Populonia a principalement lié son économie au traitement du fer brut, transporté par bateau depuis les mines de l'île d'Elbe, depuis l'époque étrusque et romaine. Cependant, en raison de l'augmentation des raids de pirates et du développement concomitant des activités minières dans l'arrière-pays, Populonia entra dans une période de déclin important qui conduisit à un changement dans l'équilibre territorial de la région. La ville de Massa bénéficia grandement de ce processus séculaire et, dès le XIe siècle, elle assista au déplacement du siège épiscopal à l'intérieur de ses murs.
Grâce à sa position stratégique, il était en effet possible de contrôler une grande partie des Collines Métallifères riches en métaux précieux. Cette caractéristique chanceuse a permis le développement du village au pied du château de Monteregio, un élégant domaine de l'évêque, et dans la zone de la place où se trouvent aujourd'hui les principaux bâtiments de la ville et la cathédrale, dédiée à San Cerbone, ancien évêque de Populonia.
À la suite d'une série de donations de châteaux et de terres proches de la ville, le pouvoir temporel du diocèse augmenta et dès 1196, les évêques commencèrent à se nommer "Princes de Massa".
L'avènement du XIIIe siècleouvrit une période florissante pour Massa Marittima, qui vit sa population croître rapidement, grâce à une amélioration des conditions de vie, une plus grande sécurité des mines et une augmentation de la richesse des habitants.
Le 21 avril 1216, par la volonté de l'évêque-prince Albert II, Massa Marittima prête allégeance à Pise pour bénéficier de sa protection militaire.
Cette grande ascension économique, stimulée notamment par la reprise des activités minières, conjuguée à une dette progressive des évêques, a permis la naissance de la communauté de Massa, sous forme de république urbaine. Avec l'accord préalable entre l'évêque Alberto II et les Massetani du 31 juillet 1225, rédigé par le notaire impérial Rolando, le prince-évêque renonça publiquement à son gouvernement sur la ville en échange du paiement de la dette de six mille livres d'argent pisane qu'il avait contractée avec des prêteurs siennois. Le 1er novembre de la même année, le jour de la Toussaint, tandis que les Massetani à Montieri versaient mille marcs d'argent de Massa à Ranieri di Raullo et à ses compagnons de Sienne pour régler la dette de l'évêque, le Vicedomino Sigerio d'Orlandino Galleana fut nommé premier maire de la République.

### La montée économique de Massa et la ligue avec la république de Sienne

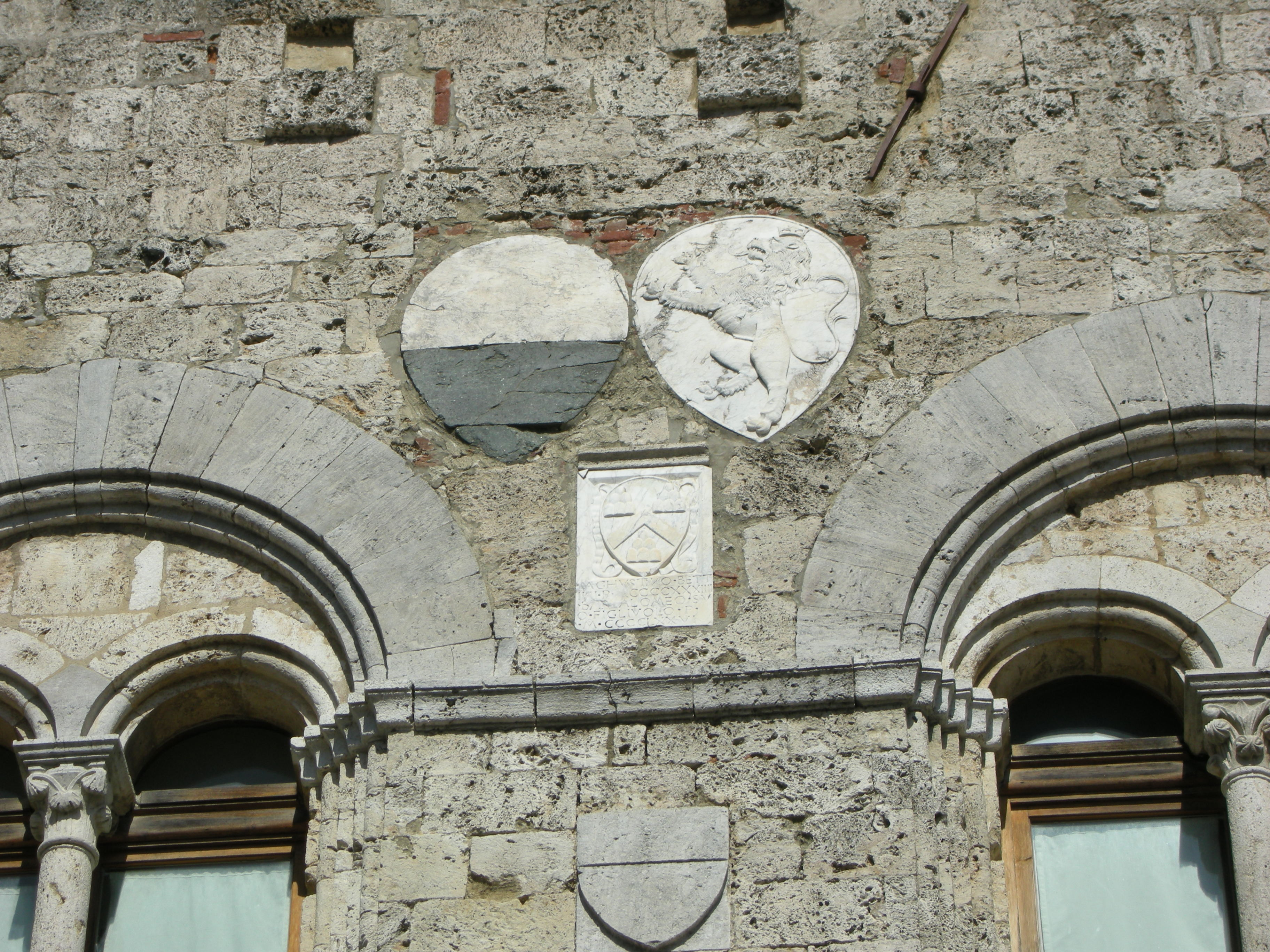
Le lion rampant de Massa (à droite) et la balzane de Sienne (à gauche) sur le Palazzo del Podestà, pour symboliser la ligue entre les deux républiques.

À partir de 1241, l'équilibre politique de la ville a conduit la république de Massa à une approche progressive de la république de Sienne, entérinée par une alliance officielle entre les deux. Massa Marittima a honoré les accords et en 1260, elle a soutenu son amie Sienne lors de la bataille de Montaperti, avec un contingent de 100 soldats. L'alliance entre Massa et Sienne est alors devenue une véritable ligue offensive et défensive, débutant le 16 mars 1264.
La même année, les armées siennoises et massétanes ont marché ensemble sur Campiglia Marittima, qui s'était rebellée contre Sienne.
Le conflit politique entre les Gibelins et les Guelfes de Massa a conduit la république de Sienne à se dresser en tant que garante de la paix intérieure de la ville, secouée par de forts conflits entre la famille noble Pannocchieschi (en) et la municipalité. En 1276, un vaste traité d'alliance a ainsi été conclu, dans lequel il était établi, entre autres, que Massa serait gouvernée, pendant vingt ans, par des podestats siennois.
La république de Massa a participé à la coalition guelfe formée par Florence et Sienne pour attaquer la ville d'Arezzo, coupable d'avoir chassé les représentants guelfes de son territoire. Après avoir attaqué divers châteaux mineurs et assiégé Arezzo, l'armée siennoise et massétane, forte de 3 000 fantassins et de 400 cavaliers, a été vaincue par l'armée arétine lors des Giostre del Toppo le 26 juin 1288. Massa, cependant, a réussi à venger cette défaite avec la victoire de Campaldino l'année suivante, où la coalition guelfe a vaincu l'armée gibeline dirigée par Arezzo.
En 1313, la république de Massa a soutenu la république de Sienne lors d'une action militaire dans le territoire pisane jusqu'à Piombino pour libérer l'alliée Lucques, qui faisait alors partie de la ligue guelfe, du siège mené par Uguccione della Faggiola.

### Hostilité avec Sienne pour Gerfalco et Montieri
En 1317, de vives controverses éclatèrent entre Sienne et Massa au sujet de la possession du château de Gerfalco. Après diverses négociations et désaccords avec les Pannocchieschi pour la possession de celui-ci, la noble famille décida de faire don du pays en renonçant à leurs droits, et la république de Massa profita de la situation et occupa immédiatement le village. Cependant, cela contraria les Siennois, qui prétendaient avoir le droit de propriété sur celui-ci, et envoyèrent leurs ambassadeurs en Maremme. Face au refus de Massa Marittima de répondre aux demandes de l'allié, la ligue entre les deux villes fut rompue et la république de Sienne déclara qu'elle voulait prendre Gerfalco par la force. L'armée siennoise arriva alors à Gerfalco, dirigée par le capitaine Paolo di Guido Baglioni, et assiégea le château, jusqu'à ce que, le 30 juin 1318, le Conseil de Massa décide de rendre le village afin d'apaiser les deux États et de former une nouvelle ligue.
Cependant, l'animosité envers les Siennois resta très forte chez les citoyens de Masseto, à tel point qu'une révolte populaire menée par Niccoluccio Todini éclata dans la ville. Ce dernier défenestra et tua le podestà siennois de Massa, Niccoluccio Mignanelli. Pour éviter de déclencher une guerre avec Sienne, le Sénat de la ville décida de punir le chef de la révolte par l'exil.

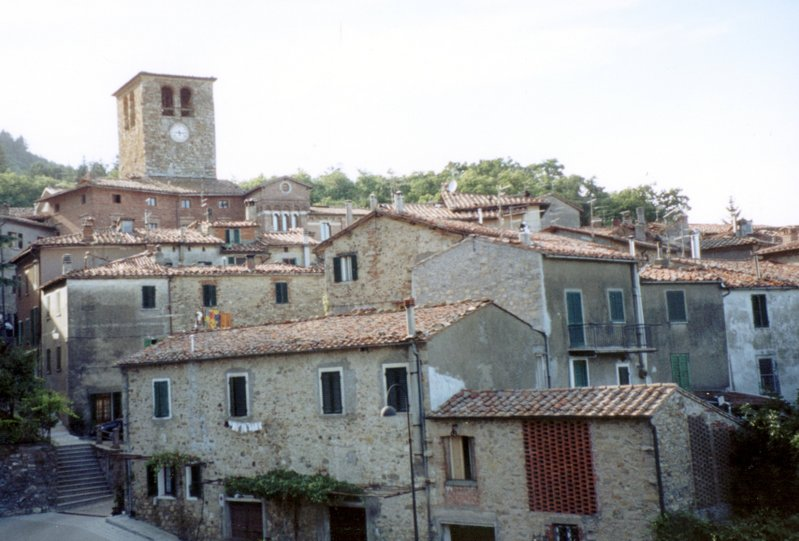
Montieri, ses riches mines d'argent attirèrent les regards de Sienne, Massa et Volterra.

En 1326, un fort différend éclate pour le contrôle de Montieri entre Volterra, Sienne et Massa. Cette dernière, attirée par les riches mines d'argent et leurs bénéfices, occupe militairement le district de Montieri en vertu d'un diplôme impérial de 1160 par lequel Frédéric Barberousse reconnaît les droits de cette terre à la ville de la Maremme. Cependant, Massa ne peut bénéficier de cette conquête pendant longtemps car dès l'année suivante, elle est forcée de reconnaître la moitié du château et des mines à la république de Sienne, après avoir reçu un ultimatum des ambassadeurs siennois qui auraient sinon conduit à la guerre avec l'allié.

### La fin de la république de Massa

#### La guerre de Massa
En 1330, Massa se retourne contre Sienne, chassant le maire siennois pour le remplacer par le Florentin Lanzante Foraboschi. Les Siennois, qui avaient alors considérablement renforcé leur présence en Maremme, attaquèrent les territoires de la république de Massa en prenant Perolla, Gavorrano, Colonna et Monterotondo (probablement en corrompant les soldats). Face aux lourdes pertes subies dans la phase initiale du conflit, les Siennois envoyèrent Niccolò Cerretani à Massa pour tenter de signer une trêve dans les affrontements. Cependant, la proposition fut rejetée par Sienne, désormais déterminée à soumettre la ville de Massa.
Le 12 décembre 1330, les troupes de la république de Sienne tentèrent un premier assaut sur la ville de Maremme en corrompant certains membres des familles Ghiozzi et Galluti afin de faire pénétrer l'armée ennemie dans la ville par les portes de leurs bâtiments. Mais découvrant la trahison, l'armée massétaine déjoua l'attaque, battant les troupes siennoises dans l'actuelle Via Valle Aspra et les repoussant hors de la ville.
Voyant son propre territoire encerclé par les Siennois devenus hostiles, Massa décida de chercher de l'aide auprès de la république de Pise, se plaçant sous sa protection. Le 3 juin 1331, la ligue entre les deux villes fut alors sanctionnée dans une fonction anti-siennoise, accueillant le capitaine pisane Dino della Rocca dans les murs de Massa.

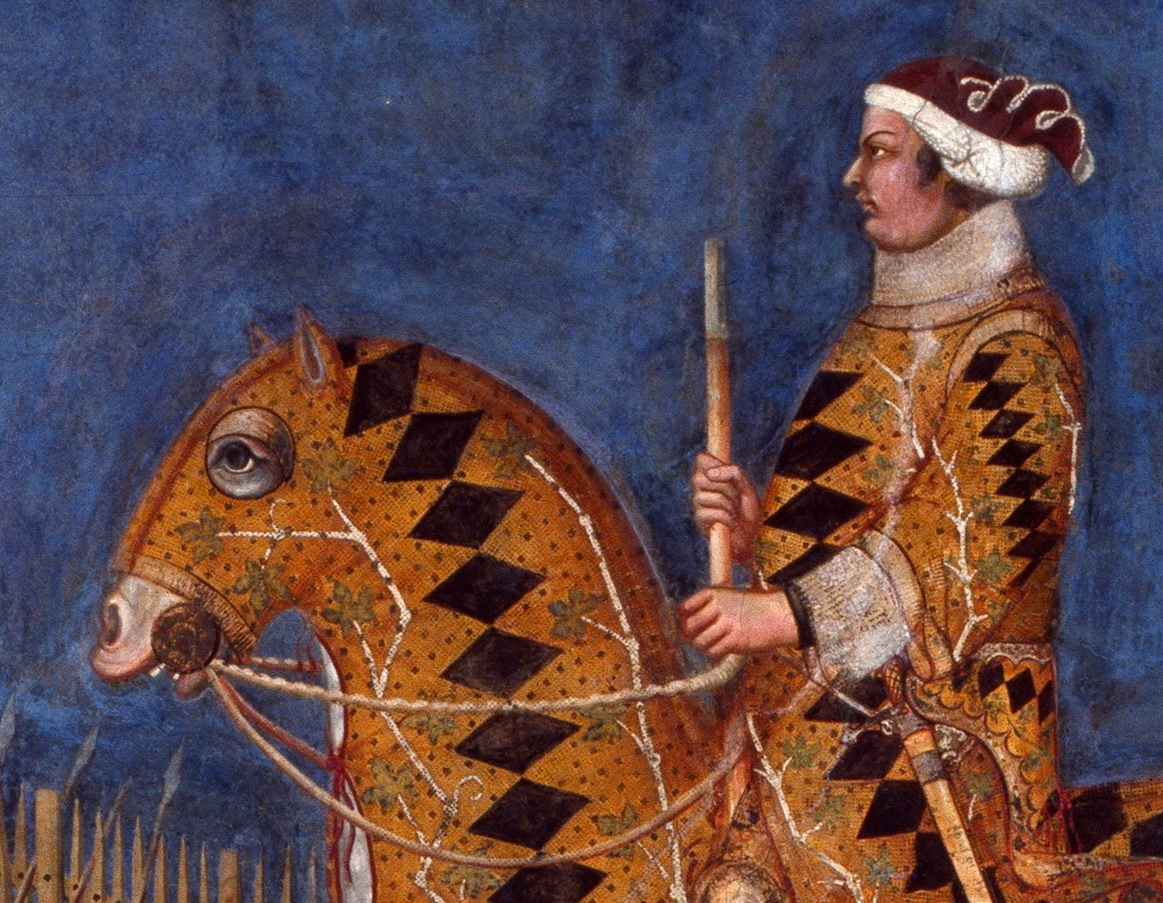
Guidoriccio da Fogliano, commandant de l'armée siennoise lors de la bataille de Giuncarico.

Les troupes pisanes et massétanes, fortes de 200 chevaliers et de 2000 fantassins, quittèrent Massa pour reprendre les châteaux occupés. Le 14 décembre 1332, dans la plaine de Giuncarico, elles affrontèrent les troupes ennemies, fortes de 2000 fantassins et de 400 chevaliers, dirigées par le capitaine de guerre de la république de Sienne, Guidoriccio da Fogliano, et Moscata Piccolomini. Les habitants de Massa réussirent à prendre les troupes de Moscata Piccolomini par surprise, qui durent initialement battre en retraite. La retraite des troupes siennoises dut sembler à celles menées par Dino della Rocca une véritable déroute, si bien qu'il se lança avec ardeur contre l'ennemi. Cette décision fit perdre de sa cohésion à l'armée pisano-massetane et exposa davantage leurs troupes à la contre-attaque de l'armée siennoise, qui avait maintenant repris sa position. Les Massétans furent vaincus lors de la bataille, perdant 200 soldats, 6 bannières militaires et leur capitaine Dino della Rocca, fait prisonnier avec 200 autres soldats.

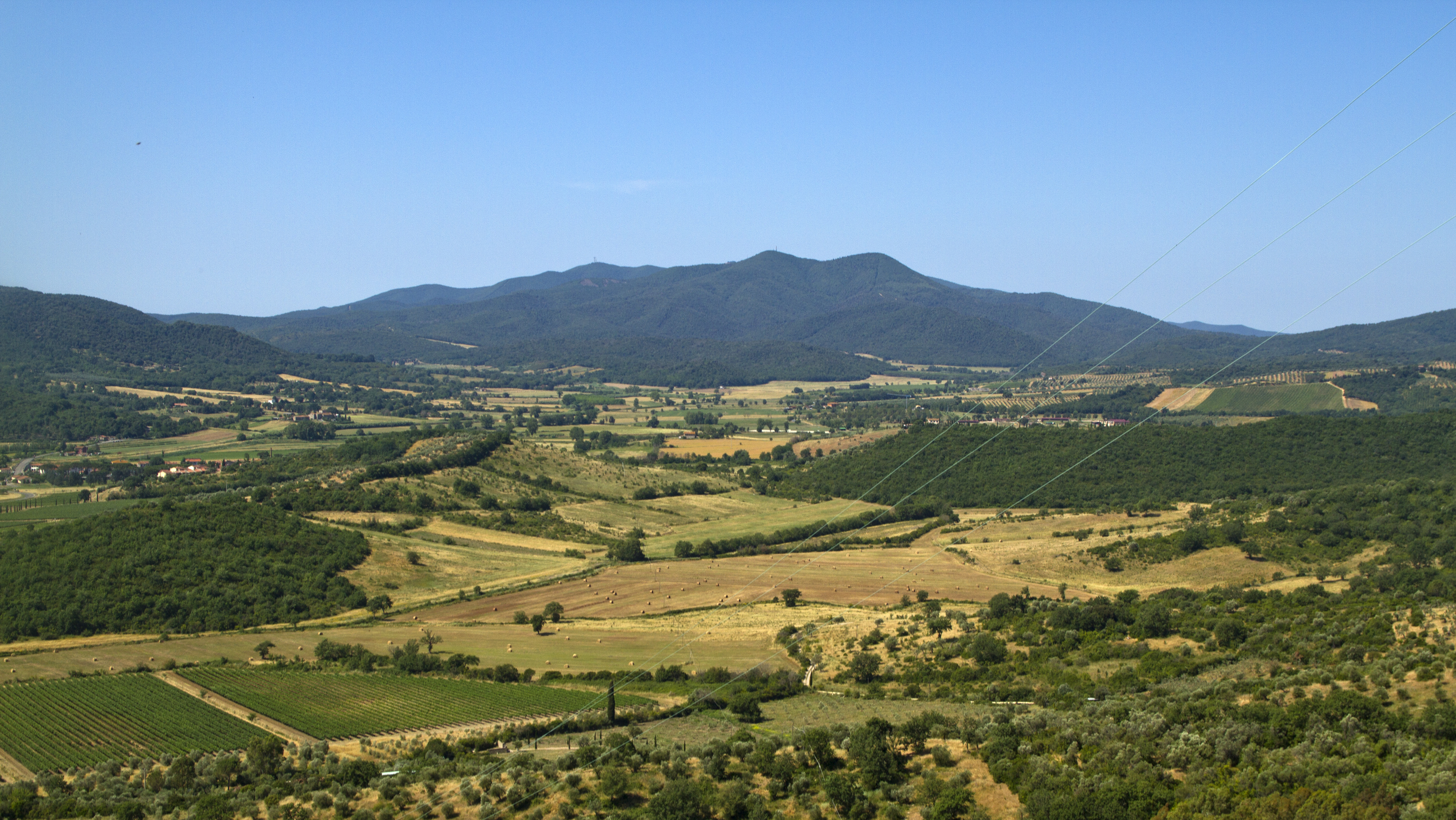
La plaine de Giuncarico, où le 14 décembre 1332, la bataille sur le terrain a eu lieu entre les milices pisanes-massetanes dirigées par Dino della Rocca et les troupes siennoises dirigées par Guidoriccio da Fogliano.

La défaite de Giuncarico a gravement affaiblit la république de Massa, qui a été contrainte de demander à l'ennemi une trêve de deux mois en raison de la grande famine et de la pénurie de biens qui ont suivi. Malgré la position de supériorité militaire dans laquelle l'armée siennoise se trouvait après la victoire sur le terrain, qui les aurait favorisés dans une éventuelle attaque directe sur Massa, le gouvernement de Sienne a décidé d'accepter la trêve proposée. En fait, la prolongation de l'état de guerre était considérée comme positive, afin d'affaiblir encore davantage l'ennemi.
À la suite de nouvelles demandes d'aide envoyées à Pise, une armée de 800 chevaliers est arrivée en Maremme sous le commandement de l'exilé florentin Ciupo Scolari, avec les capitaines Roberto dalla Rocca, Piero delle Statere, Cellino dal Colle et Benedetto Maccaione dei Gualandi, en soutien à la cause Massétane. Après avoir tenté initialement de mettre le siège devant Paganico, le capitaine a dirigé ses troupes vers le territoire siennois, brûlant et pillant la campagne. Ciupo Scolari a mené d'autres dévastations près de la forteresse de Gonfienti, à Pieve a Cappiano, Montepescini et Bagno a Macereto. En février 1333, il a ensuite pris la via di Orgia, Stigliano et Torri ; il atteint Rosia et s'approche de Sienne en mettant le feu à tous les châteaux, villages et maisons rencontrés sur son chemin avant de retourner à Massa.
Le capitaine de guerre de Sienne, Guidoriccio da Fogliano, bien qu'il ait eu des forces supérieures, avec une armée composée de 800 chevaliers et de 7000 fantassins, après l'aide d'Arezzo et de Pérouse, a décidé d'éviter la bataille sur le terrain, se contentant de suivre l'ennemi. Cette prudence excessive de sa part a été jugée excessive et pour cette raison, son comportement a été plus tard suspecté d'intelligence avec Pise.
La guerre prolongée entre la république de Massa, Pise et Sienne inquiétait la partie guelfe de la Toscane. Florence a donc voulu intervenir pour promouvoir la paix et a exercé des pressions sur le pape Jean XXII pour qu'il nomme son évêque médiateur au-dessus des parties. Le 4 septembre 1333, un traité de paix a été signé à Florence, résultat d'un compromis entre les parties : les troupes de Pise auraient quitté librement le territoire de Massa, Sienne aurait dû restituer les terres occupées pendant la guerre et la république de Florence a été nommée seigneurie pour garder la république de Massa pendant trois ans.
Avec la signature des traités de paix, grâce à la remise épiscopale de Florence, tous les citoyens, fuyants ou chassés pendant la guerre, ont eu la possibilité de retourner dans leurs villes. Ce point de la remise a donné la possibilité de retourner chez eux-mêmes aux exilés de Masseto qui s'étaient révélés pro-siennois et qui avaient été exilés pour ce fait. Ainsi, les membres des familles Ghiozzi et Galluti sont également retournés dans leur ville, reprenant possession de leurs bâtiments et de leurs biens, qui avaient été confisqués pour trahison, après l'échec de l'assaut des troupes de Sienne le 12 décembre 1330.

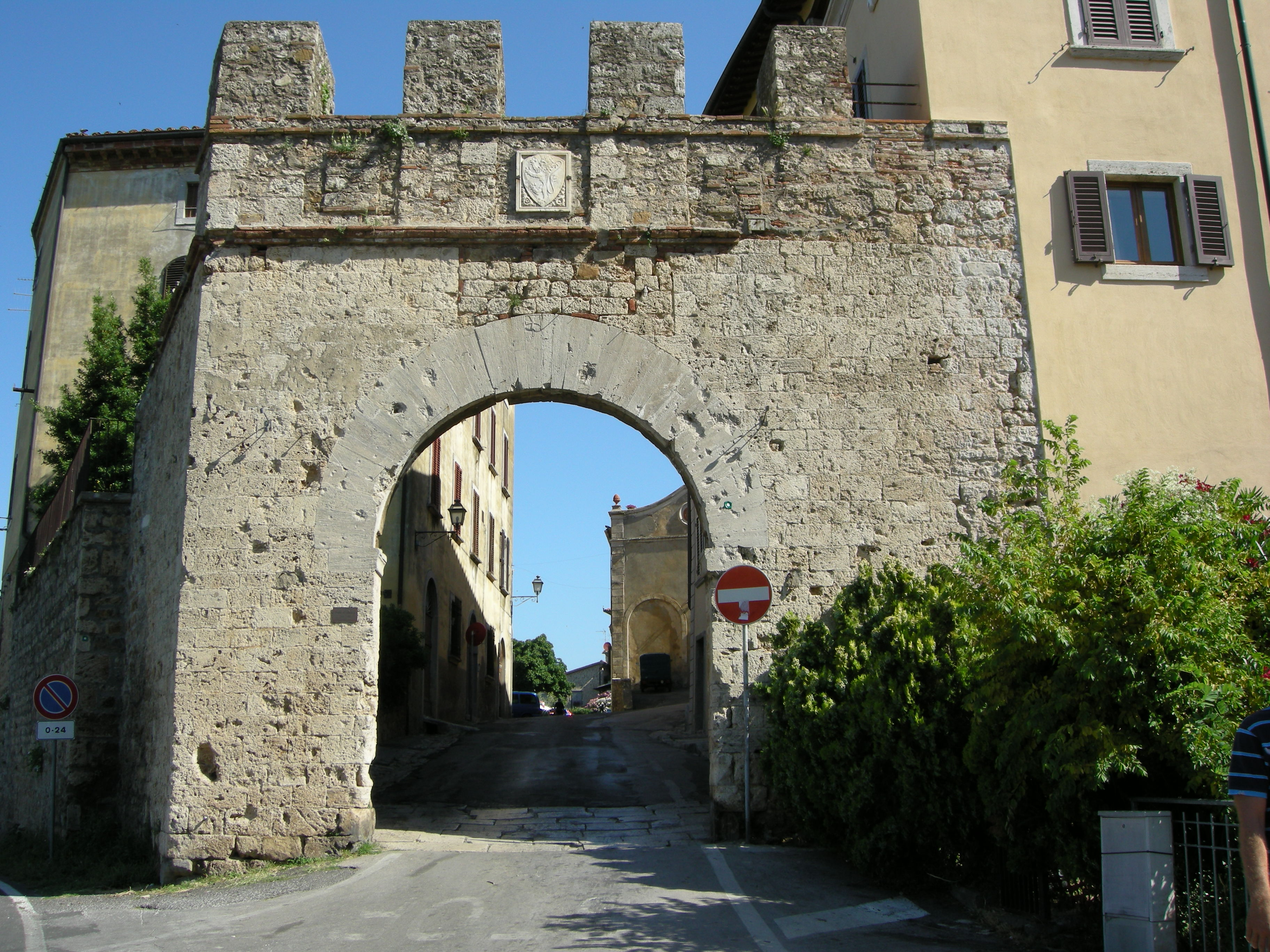
Porta al Salnitro, point d'où, le matin du 24 août 1335, les troupes de la république de Sienne sont entrées, à la suite de la trahison des Ghiozzi et des Galluti.

La faction pro-Siennoise, dirigée une fois de plus par les Ghiozzi et les Galluti, reprit contact avec l'ennemi qui, à ce moment-là, était engagé avec leur armée en Maremme, pour la pacification définitive de Grosseto après quelques émeutes anti-siennoises survenues dans la ville. Profitant de la proximité de l'armée siennoise avec les territoires de Massa, une attaque surprise fut alors planifiée. Avec la complicité de la faction pro-Siennoise, la Porta all'Arialla (l'actuelle Porta al Salnitro) fut laissée ouverte tard dans la nuit, afin que les troupes ennemies puissent entrer au moment convenu. Ainsi, le matin du 24 août 1335, l'armée de la république de Sienne, dirigée par le capitaine Jacopo Gabrielli, entra secrètement dans la ville et, avec les citoyens qui avaient organisé la trahison, prit toutes les positions défensives de la Vieille Ville, surprenant les citoyens dans leur sommeil.
Cependant, les familles Todini, Beccucci et Butigni parvinrent à échapper au massacre et se retranchèrent dans la forteresse de la Nouvelle Ville, essayant de résister à l'assaut ennemi, en attendant des renforts de Pise, qui ne vinrent jamais. Après plus d'un an de siège, la reddition fut décidée, signée régulièrement par les ambassadeurs de Massa le 5 octobre 1336, mettant fin à la liberté de la république de Massa.
Pendant la période de domination de la république de Sienne, une dernière tentative de soulèvement populaire eut lieu en 1338 pour chasser les milices siennoises qui occupaient Massa de la ville. La révolte, dirigée par Francesco Luti et Messer Ciambellano, parvint d'abord à chasser le podestat siennois Francesco Malavolti, mais fut ensuite réprimée avec l'arrivée de Sienne de 500 soldats dirigés par Francesco Accarigi. Les chefs de la rébellion furent jugés et condamnés à mort, tandis que les autres partisans subirent des amendes.

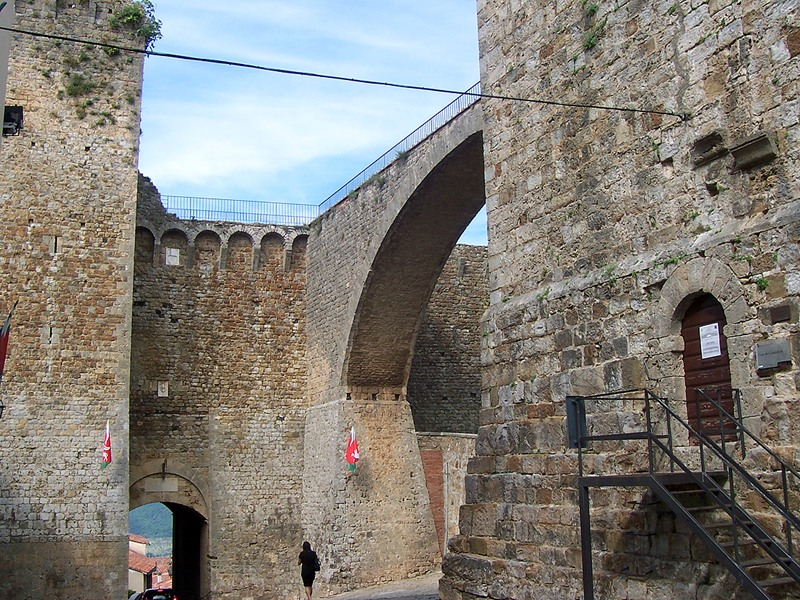
Le Cassero siennois de Massa Marittima, symbole de la domination militaire de la ville, après la chute de la république de Massa.

À la suite de ces événements, le gouvernement de la république de Sienne décida de construire le Cassero siennois et une nouvelle section de murs qui séparerait Massa entre la Città Nuova et la Città Vecchia, afin de prévenir toute nouvelle tentative de révolte à Sienne.

## Gouvernement
La république de Massa était gouvernée par sept aînés et le Gonfaloniere di Giustizia, assistés de neuf gentilshommes formant le gouvernement, qui se relayaient tous les quinze jours pour définir les priors, deux effectifs et un suppléant. Un podestat, ou capitaine, avec un vicaire ou juge assesseur, un juge d'appel et un grand conseil nommé par les neuf seigneurs chaque 18 décembre, et composé de 90 conseillers, âgés d'au moins 25 ans, dont 30 pour chaque quartier de la ville.
Tous les 200 citoyens de chaque tiers, âgés de 20 à 50 ans, constituaient une Société populaire ou Milices, et pour chaque besoin, ils avaient le devoir de se précipiter sur la place publique, où ils avaient l'obligation de rassembler tous les citoyens pour se mettre à leur service en défense de la République.

## Politique étrangère

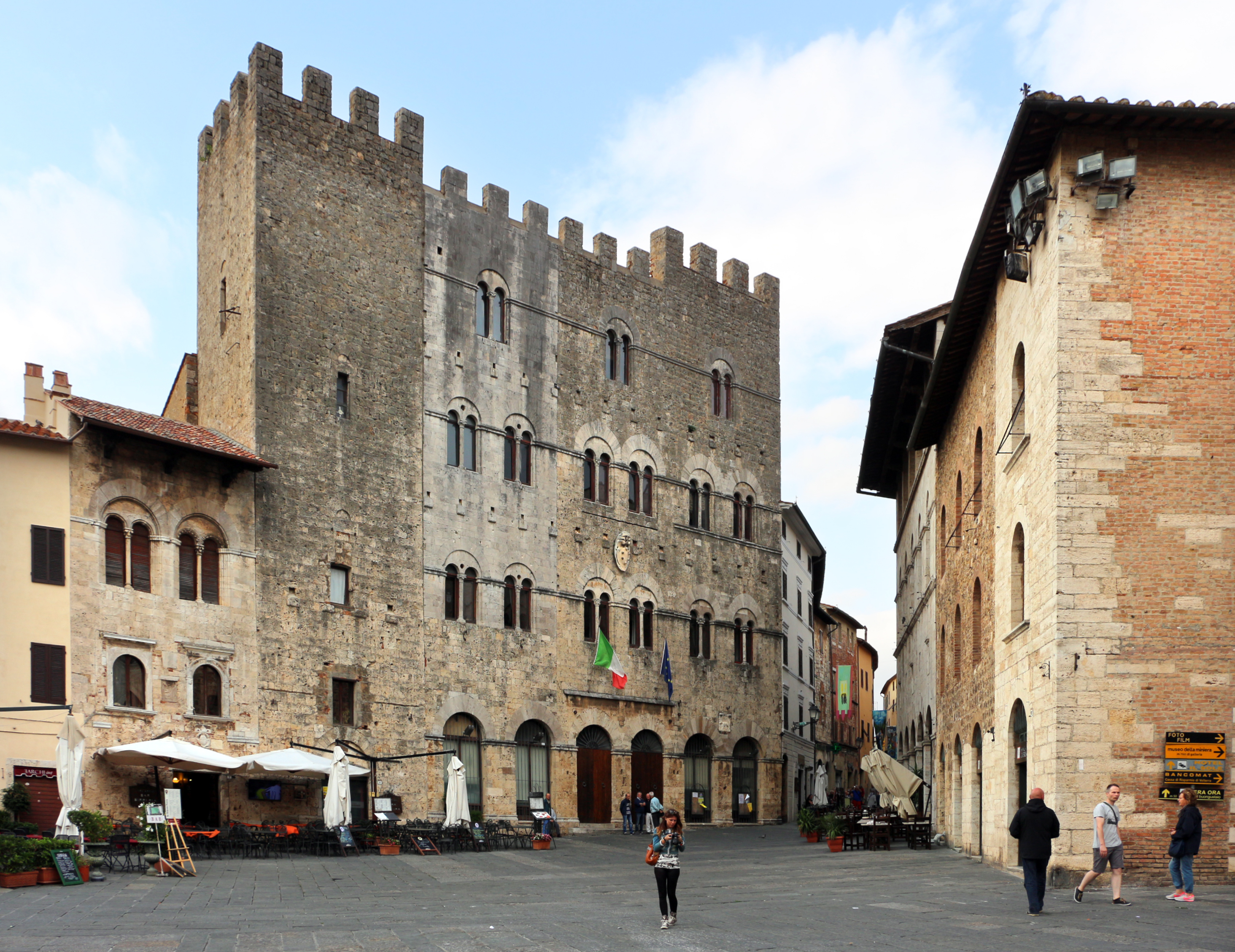
Le Palais Municipal de Massa Marittima.

Pendant une période de forte opposition politique entre l'Empereur et le Pape, Massa se retrouva presque toujours en position proche des républiques de Pise et de Sienne, les deux puissances voisines. Cette caractéristique, dictée évidemment par la disparité des forces organisationnelles et militaires contre Massa, amena la république de Massa à être de la faction Gibeline jusqu'en 1280, puis Guelfe. Cependant, un tel comportement était maintenu uniquement pour des raisons de politique étrangère de proximité avec Sienne : la majorité des citoyens de Massa faisaient en fait partie des Guelfes. Cette situation a entraîné une rivalité interne croissante avec la grande famille noble de Massa, les Pannocchieschi, faisant partie des Gibelins, qui se sont immiscés de force dans les affaires de la ville, prenant parti contre la ville qui les hébergeait, jusqu'à ce que Massa les bannisse et confisque leurs biens. Les Pannocchieschi, fortement soutenus à Sienne, se sont placés sous la tutelle siennoise, permettant une forte intrusion de la ville toscane dans les affaires de Massa. En 1263, pour venger les Pannocchieschi bannis, Sienne est intervenue énergiquement et a forcé Massa à exiler ceux de ses citoyens qui étaient ennemis de la famille Gibeline, et avec la ligue siennoise-massetane de 1276, ils ont pu revenir à Massa.
Bien que la politique étrangère poursuivie par Massa ait été bonne pendant longtemps, tant avec Pise qu'avec la république de Sienne, les rivalités avec la municipalité de Volterra étaient fréquentes. En 1250, les inimitiés se sont intensifiées au point que Volterra a déclaré la guerre à la république de Massa, qui a appelé Sienne à l'aide, qui est intervenue pour éviter le conflit et pacifier les deux villes toscanes. Malgré l'interposition siennoise, la rivalité avec Volterra est restée très forte, au point qu'une deuxième paix a été signée le 16 octobre 1270. Une véritable normalisation des relations n'est venue que le 3 février 1288, lorsque les deux villes étaient dans la même ligue guelfe.
En 1318, il y a eu des conflits avec Pise et la noble famille des Appiani pour le contrôle des châteaux de Valle et de Montioni Vecchio, qui ont été résolus avec des compromis politiques entre les parties avec le paiement d'un tribut annuel à l'évêque de Massa.

## Économie de la république de Massa

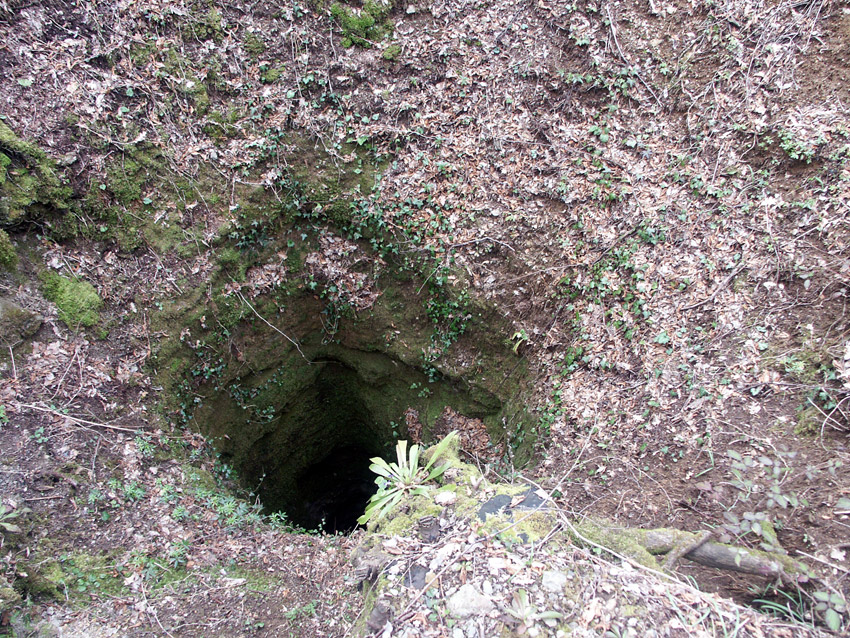
L'ancien puits minier du pozzino de la vallée du Stregaio, témoignage de l'activité minière médiévale qui a marqué le territoire de la république de Massa.

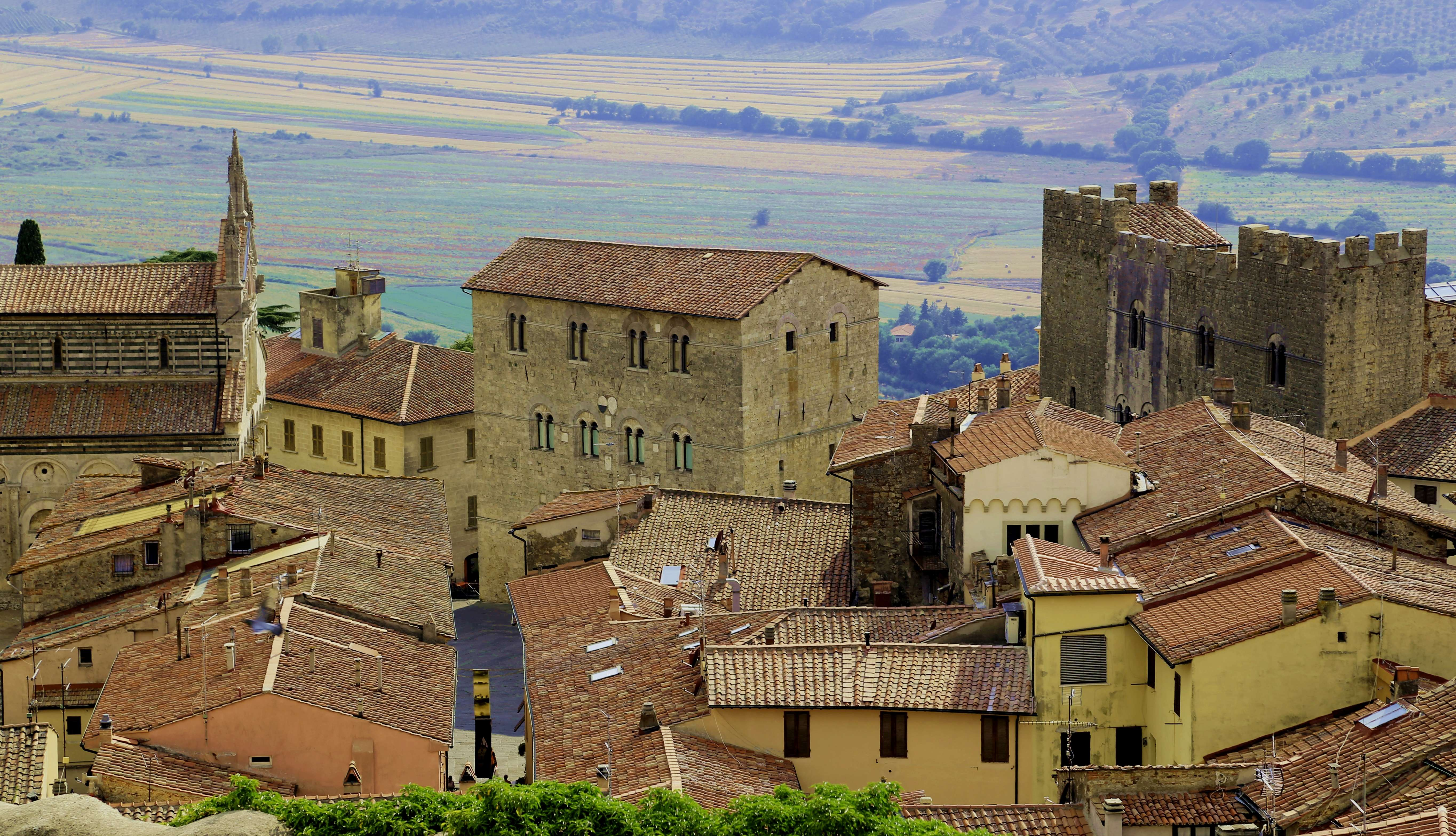
La cathédrale de San Cerbone, le Palazzo del Podestà et le Palazzo Comunale dominent la vallée au pied de Massa di Maremma.

Le territoire de la campagne de la république de Massa a été façonné par des activités minières et métallurgiques. Ces activités extrêmement complexes nécessitaient une structure réglementaire pour que la production puisse fonctionner efficacement. Au cours du XIIIe siècle, le besoin est apparu de créer un texte officiel afin de recueillir les coutumes et les informations accumulées au fil des siècles d'exploitation minière. Cette volonté citoyenne a conduit à la rédaction du Code minier de Massa, d'une telle importance pour la législation de l'économie locale qu'il a été inclus dans le statut municipal de Massa Marittima de 1311-1325. Le Code représente l'un des plus anciens documents législatifs miniers en Europe, ayant été rédigé avant 1294, plus récent seulement que celui de Trente (1227), de Hierges et d'Iglau (1249).
La législation extractive de Massa a été le modèle d'inspiration pour des documents similaires des autres pouvoirs toscans, tels que le Code siennois du XIVe siècle et le code pisane de 1302 relatif aux mines sarde d'Iglesias et aux mines de fer de l'île d'Elbe.
La minutieuse organisation devait garantir aux mines de Massa une production rationnelle, sans interruption des travaux et avec une haute qualité des métaux extraits. Les magistri montis de la municipalité de Massa supervisaient les excavations, tandis que d'autres fonctionnaires municipaux, y compris les guerchi, supervisaient la commercialisation du produit fini et son traitement intermédiaire. Afin de pouvoir supporter les lourdes dépenses nécessaires à l'activité de production métallique, des compagnies minières ont été créées, dans lesquelles des entrepreneurs et des mineurs participaient pour le capital social. La comptabilité de toute la procédure était ensuite officiellement enregistrée dans les livres de comptabilité de la communauté de Massa.
Dans le cas où un citoyen aurait découvert un nouveau gisement minéral, il aurait eu le droit d'en tirer profit de son exploitation. Pour jouir de ce droit, il était obligatoire de signaler le gisement avec un signe particulier en forme de croix, à placer là où les excavations commenceraient (dans un délai maximum de trois jours). Bien que le code minier reconnaisse à quiconque le droit d'ouvrir une mine (à une distance minimale de 20 mètres des mines préexistantes), il obligeait le découvreur à ne pas suspendre les travaux pendant plus d'un mois et trois jours, sous peine de perdre tous les droits sur le gisement découvert.

## Monnaie

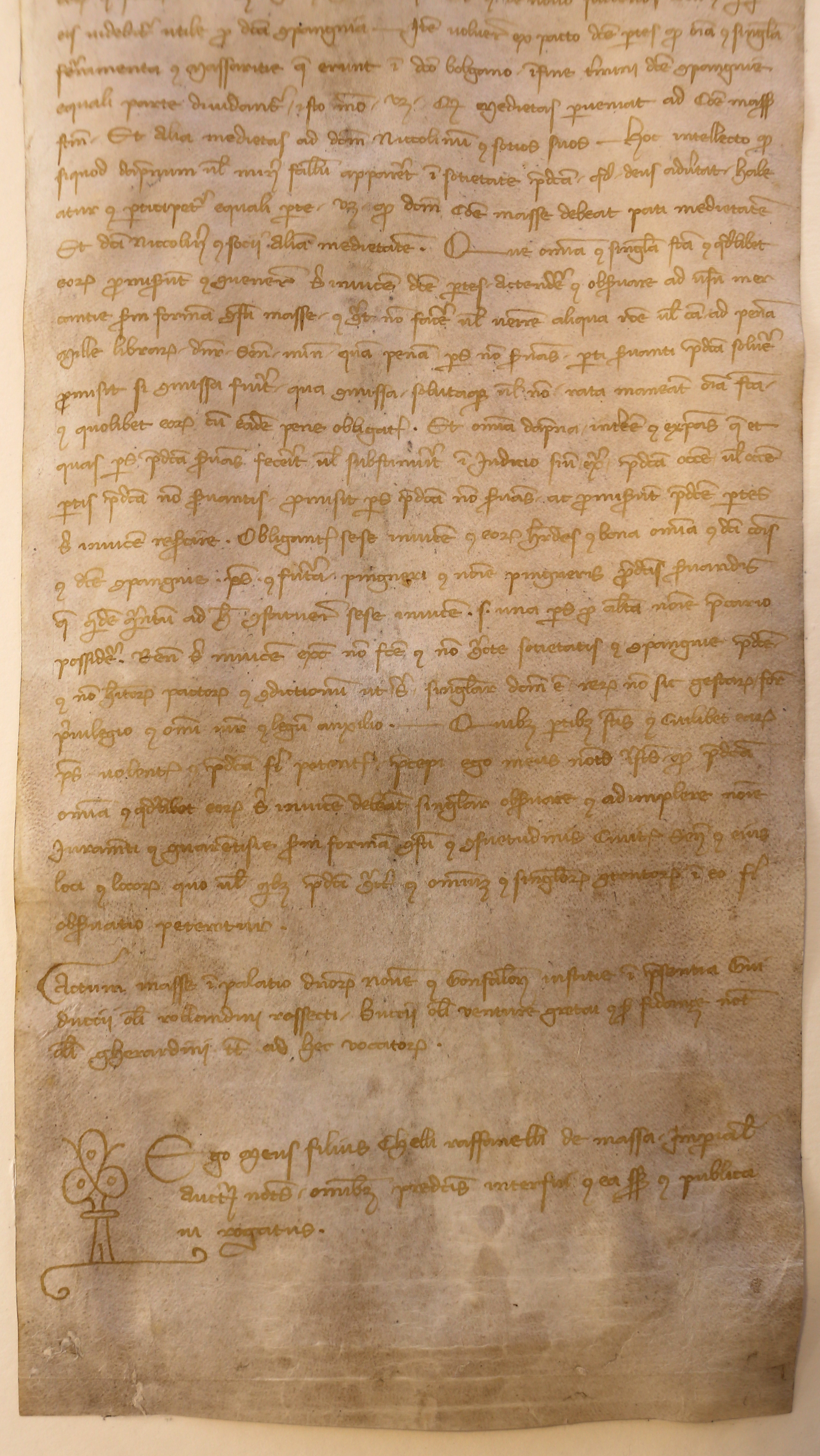
L'acte d'institution de la Monnaie de Massa di Maremma du 11 avril 1317, avec l'acte de ser Meo di Chello Raffanelli et le représentant de la municipalité Muccio del fu Buonaventura Scussetti.

### La monnaie Massa
À la suite du grand essor commercial qui a touché Massa au XIIIe siècle, il a été décidé de frapper sa propre monnaie, comme cela avait déjà été fait depuis quelque temps dans les autres républiques toscanes. Le 11 avril 1317, dans la salle de l'hôtel de ville, un contrat a été établi entre certains membres de la famille Benzi, riches marchands siennois de la Guilde de la Laine, représentés par Niccolino di Giacomino, et la Municipalité de Massa, représentée par le maire Muccio de feu Buonaventura Scussetti, pour créer une entreprise dont le but est de frapper de la monnaie. Les Benzi se sont engagés à fournir l'équipement nécessaire pour l'ouverture de la Monnaie de Massa, tandis que la Municipalité de Massa s'est engagée à acheter un bâtiment à mettre à disposition de la naissante Monnaie. Le contrat montre que les frais relatifs à la frappe, aux caractéristiques de poids et au titre des pièces massanes ont été pris sur ceux en vigueur à la Monnaie siennoise, par exemple. 

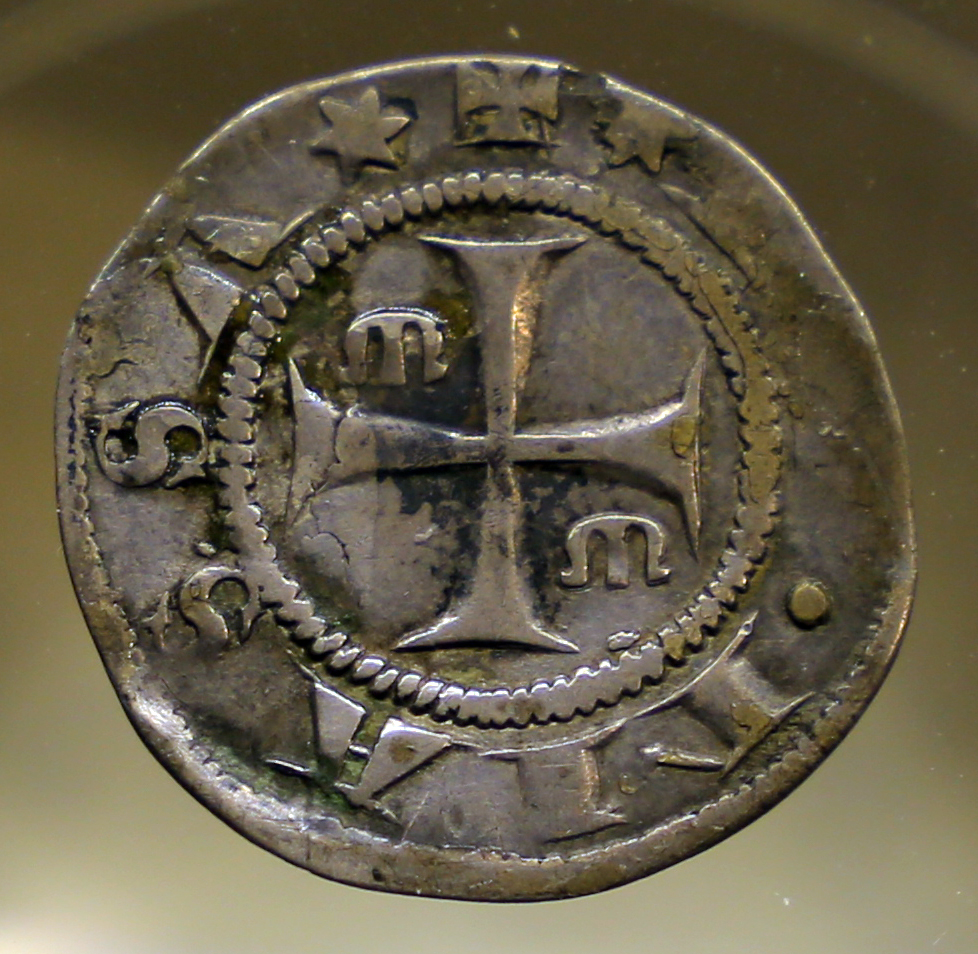
Pièce de la république de Massa: the Grosso agontano massano da 20 denari (1317-1318).

Il était établi que les citoyens de Masseto qui possédaient des mines d'argent devraient apporter leur métal à la nouvelle monnaie municipale pour obtenir l'équivalent en argent, dont un petit pourcentage était utilisé pour couvrir les coûts de la monnaie. Le profit généré par ce mécanisme irait en partie au zecchiere et en partie à la municipalité de Massa.
La monnaie de la république de Massa était située dans le palais de la Monnaie (dans l'actuelle via Norma Parenti) et était certainement active pendant un an, jusqu'en mai 1318. Cependant, il existe des documents de paiements effectués en monnaie de Massa jusqu'à la fin de 1319.

### Pièces de Massa Marittima
La monnaie fut ouverte par l'autorité de la Municipalité dans le but de frapper trois types de pièces : le gros argent de vingt deniers, le gros argent de six deniers et la petite monnaie. Actuellement, on connaît deux variantes du gros argent, trois variantes de la petite monnaie et aucune de la monnaie de six deniers, qui était également absente dans la circulation monétaire de l'époque. Il a probablement été décidé de ne pas la frapper en raison du manque de succès que ce type de pièce avait connu dans d'autres villes.
Pour éviter d'éventuelles différences avec l'allié siennois, il a été décidé d'utiliser un poids et un alliage équivalents aux pièces produites à Sienne, afin de permettre leur utilisation normale dans les transactions avec les nations voisines.
Le Grosso massano entre donc dans une période où la frappe de pièces d'argent était déjà en déclin. En effet, à partir de 1252, année de la frappe du Florin d'or, la frappe de pièces d'or a remplacé celle d'argent, s'établissant dans les grandes transactions internationales et nationales, limitant efficacement les pièces d'argent (minerais dont le territoire de Massa était riche) au paiement de montants plus faibles.
Les pièces de Massa dont nous avons des témoignages aujourd'hui sont : le Grosso agontano massano de vingt deniers et le petit Denaro.
- Grosso agontano massano de 20 deniers (en): Le gros 20 deniers d'Agontano massano porte dans le champ du droit une croix dans une couronne rayée mise de côté au premier quartier et dans son opposé par un M gothique. Localement, on pense que ces deux M signifient Massa Metallorum ou "Massa des métaux". Dans la légende, en revanche, il y a deux étoiles à six branches avec un corps plein en cercle de chaque côté d'une petite croix patente et le mot DE • MASSA. Le côté revers, quant à lui, porte dans le champ l'effigie de saint Cerbone, patron de Massa, nimbe et avec une mitre dans une couronne rayée. La légende inversée, en revanche, se lit + S '• CE RBON', avec la lettre C ouverte et la lettre N inversée[16].
- Denaro piccolo : L'une des trois variantes de la petite monnaie mixte porte un M gothique dans le champ de l'avers dans une couronne rayée et dans la légende + DE • MASSA, avec une étoile à cinq branches avec un corps en cercle creux. En revanche, le côté revers porte dans le champ le buste de saint Cerbone, protecteur de la ville, nimbe et mitré, représenté en train de bénir de sa main droite, le tout dans une couronne rayée. La légende inversée est + * S * CERBON '*, avec la lettre C fermée et la lettre N inversée[17].